# Primal Fear (gruppo musicale)
I Primal Fear sono una power metal band tedesca fondata nel 1997 da Ralf Scheepers e Mat Sinner; entrambi decidono di fondare la band quando Scheepers non viene scelto per sostituire Rob Halford nei Judas Priest.

## Storia del gruppo

### Gli esordi (1997–2001)
I Primal Fear vengono fondati sul finire del 1997 da Ralf Scheepers e Mat Sinner, entrambi celebri al pubblico metal rispettivamente come ex cantante dei Gamma Ray e bassista/cantante dell'omonima band Sinner.

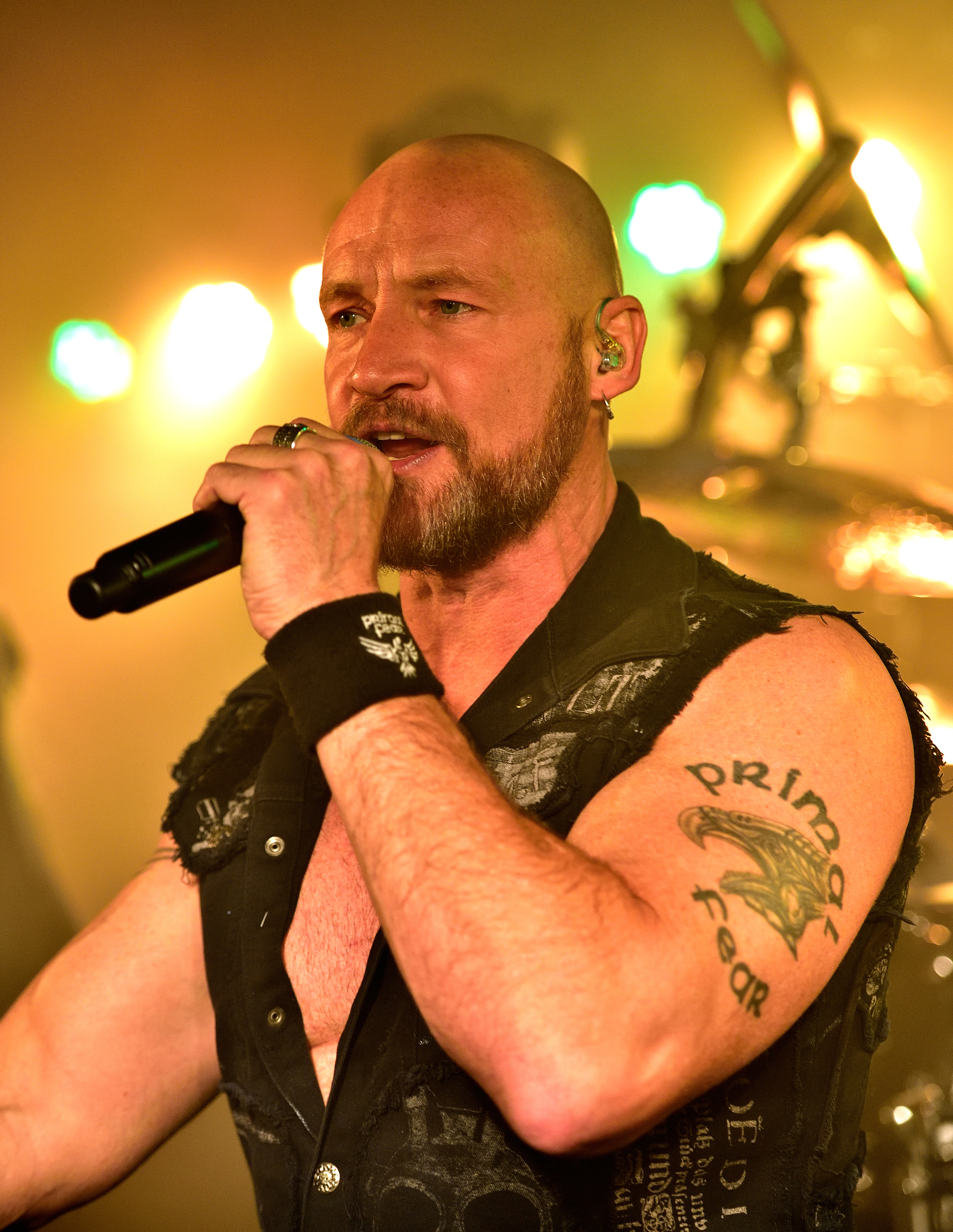
Ralf Scheepers

Scheepers viene contattato da Sinner e Tom Naumann al termine del tour con la sua tribute band dei Judas Priest chiamata Just Priest; nasce così la band, che nel giro di pochi mesi incide e pubblica il primo disco omonimo con la Nuclear Blast.

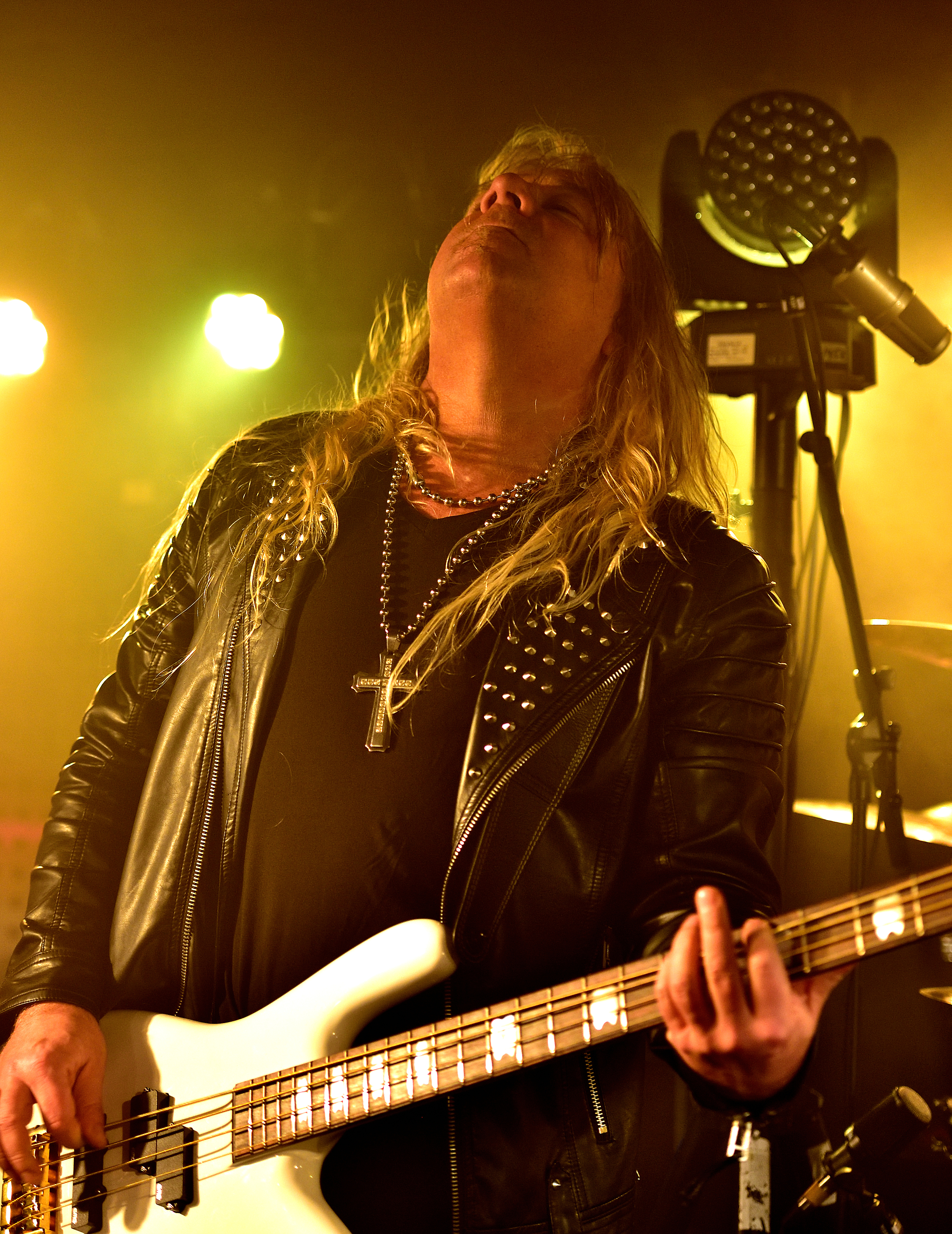
Mat Sinner

Forte di un sound a cavallo tra l'heavy metal più classico e lo speed metal in voga in quel periodo, l'album d'esordio entra direttamente al 48º posto nella classifica dei dischi più venduti in Germania, segnando uno dei migliori risultati di un debut-album di una metal band in patria. I Primal Fear costruiranno i primi dischi della loro carriera sulla matrice di questo sound.
Lo stesso anno la band accompagnerà in tour due nomi ancor più celebri: i veterani Running Wild e i nuovi idoli del momento della scena power metal, gli HammerFall.

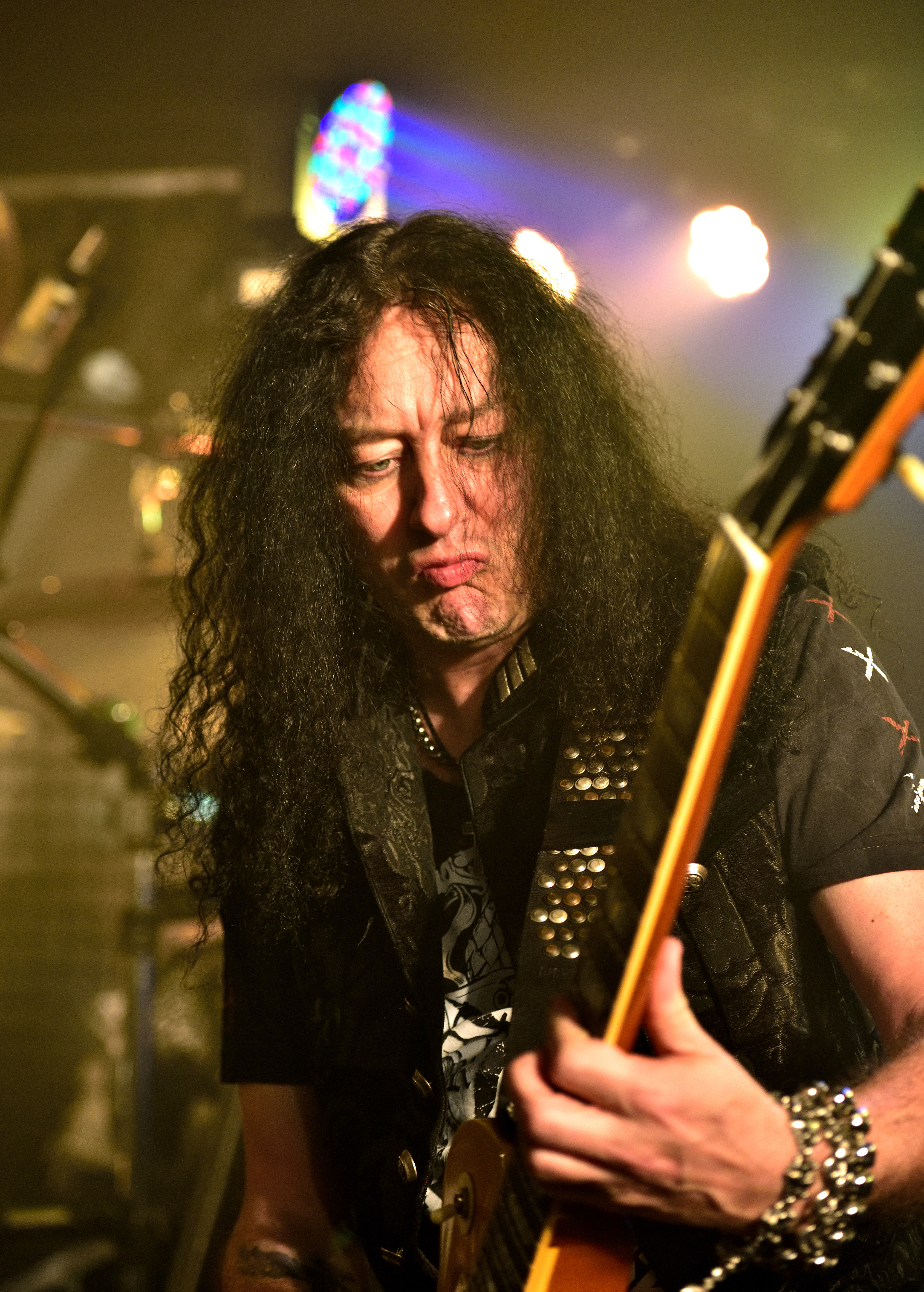
Alex Beyrodt

Nel luglio del 1999 esce il secondo disco, Jaws of Death, al termine del quale il chitarrista Tom Naumann lascia la band per problemi di salute; resterà tuttavia una presenza costante all'interno del gruppo, alternando la sua presenza a quella dell'entrante Henny Wolter nei dischi e nei tour successivi. Tuttavia nel tour di supporto al disco Naumann verrà sostituito da Alex Beyrodt, diventando anch'egli una presenza costante nella band (anche se limiterà la sua partecipazione ai soli tour fino al 2012).

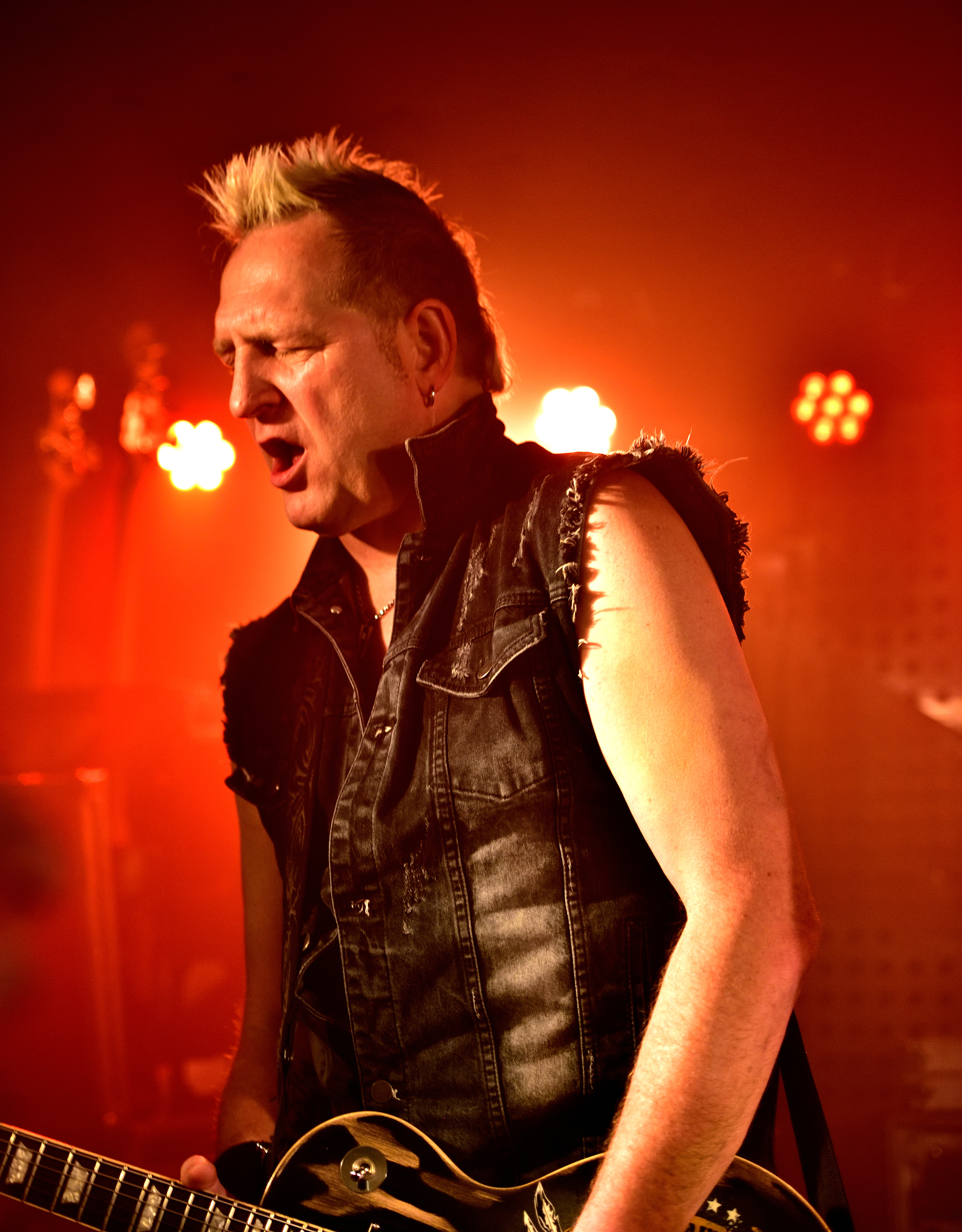
Tom Naumann

Nei primi mesi del 2001 esce il terzo disco, Nuclear Fire; la band fa il suo esordio negli USA, ospite al Meltdown Festival e al Milwaukee Metalfest.
Il successivo disco, Black Sun esce a un anno di distanza ed entra in classifica al 55º posto in patria; Mike Chlasciak, il chitarrista di Rob Halford, partecipa qui nei brani Armageddon e Fear come chitarra solista. La band si esibisce in un tour da co-headliner con i compatrioti Rage, raggiungendo come traguardo La Scala di Londra.
Sempre nel 2002 ecco rientrare Naumann al posto di Wolter, alle chitarre, ed è con questa formazione che i Primal Fear ripartono per il Black Sun Tour in Brasile.

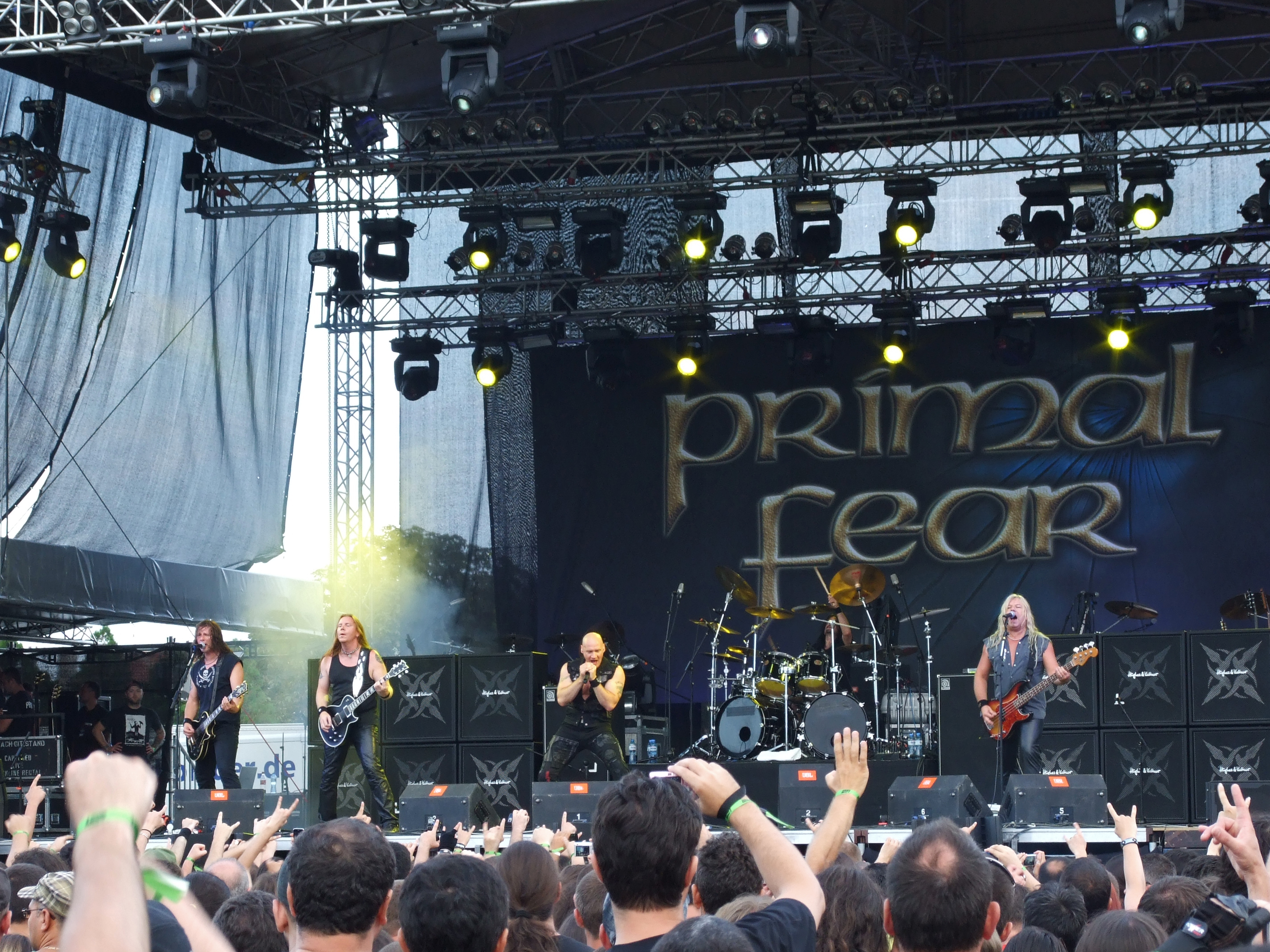
I Primal Fear al Kavarna Rock Fest 2010

### Un nuovo batterista e una produzione più moderna (2003-2008)
Nel 2003 il quintetto tedesco attraversa gli USA e il Canada partecipando al Metal Gods Tour assieme a Rob Halford, Testament e molte altre celebri metal band; è proprio durante questo tour che il batterista Klaus Sperling viene sostituito da Randy Black, il quale diventerà un membro fisso della band.
Nello stesso anno vede la luce il primo DVD della band, che comprende estratti di concerti tra cui l'esibizione al Wacken Open Air del 2001, il Black Sun Tour del 2002, alcuni videoclip, reportage vari e un live bonus CD bootleg.

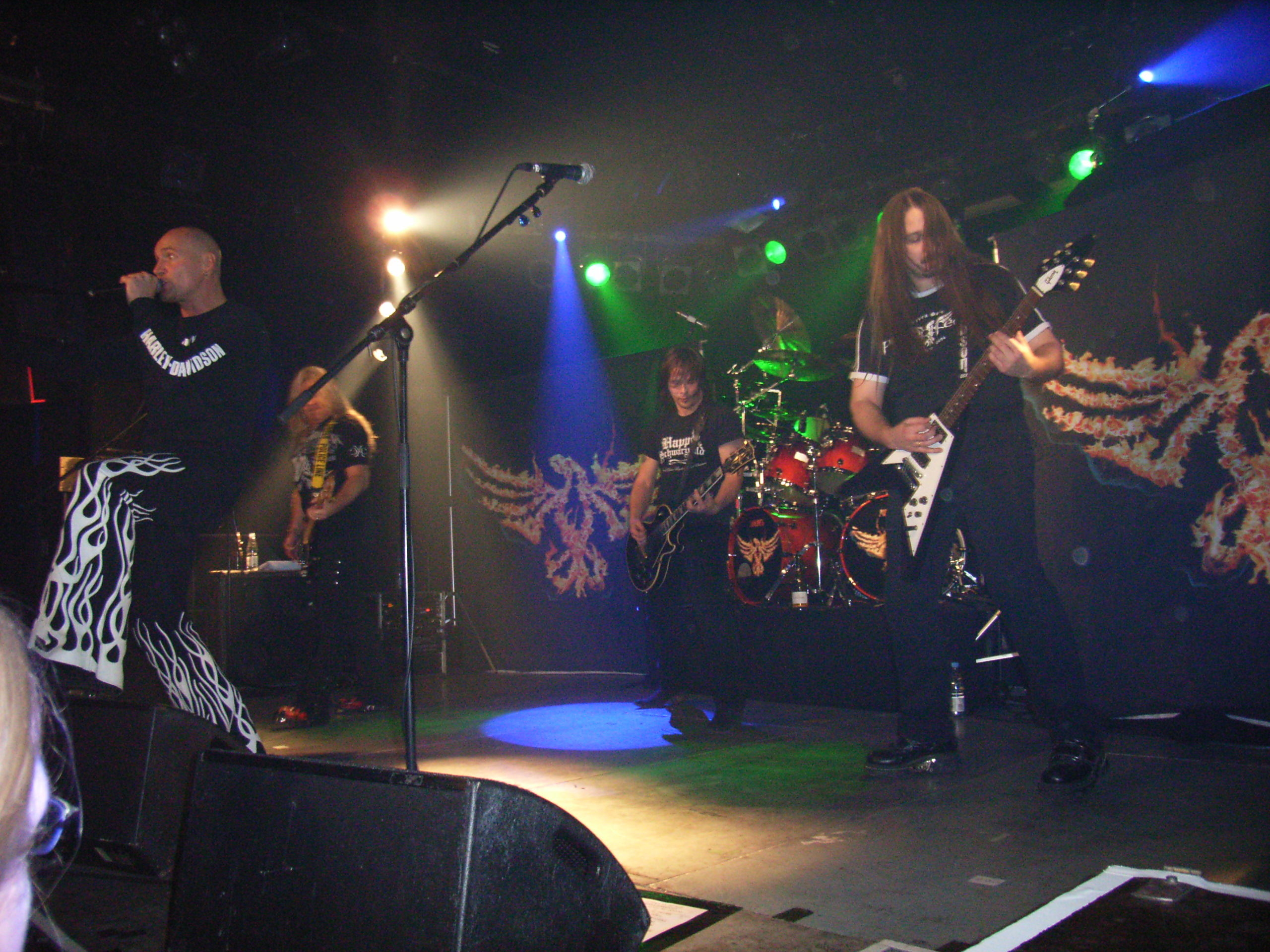
I Primal Fear in concerto a Norimberga nel 2007

Nel 2004 il quinto disco Devil's Ground esordisce direttamente al 67º posto della classifica tedesca; l'album contiene una delle maggiori hits della band Metal Is Forever. Al termine del relativo tour mondiale suddiviso tra Europa, Giappone, USA e Sud America, i Primal Fear si chiudono in studio a Vancouver per registrare il loro sesto album.
Seven Seals viene pubblicato nel 2005, il mix è curato da Mike Fraser e tra i produttori figura Charlie Bauerfeind (già produttore di Helloween, Gamma Ray, Angra, HammerFall, Blind Guardian); il tour seguente li vede affiancare i connazionali Helloween in Europa e Giappone.

### Il cambio di Label e l'arrivo di Magnus Karlsson (2006–2013)
Nel 2006 la band scinde inaspettatamente il contratto con Nuclear Blast (che aveva prodotto tutti i precedenti lavori) e firma un nuovo contratto a lungo termine con la Frontiers Records; viene pubblicato un ultimo album commemorativo, contenente due dischi marchiati Nuclear Blast: un best of dei loro brani più celebri e un disco di cover pubblicate per varie compilation nel corso degli anni (con tracce incluse solamente in qualche edizione limitata dei precedenti album).
Nel 2007 rientra nuovamente Henny Wolter al posto di Naumann e la band pubblica New Religion, il settimo disco. Piazzatosi direttamente al 67º posto della classifica tedesca e registrato nei Galaxy Studios in Belgio, questo lavoro presenta sostanziali differenze rispetto ai prodotti precedenti, specialmente per quanto riguarda la title track (un'intensa suite sinfonica suddivisa in tre parti); sono altresì presenti arrangiamenti più moderni e innesti orchestrali sugli altri brani del disco, mai così evidenti in passato. Ci sono anche parecchi ospiti d'eccezione in questa produzione targata ancora Charlie Bauerfeind, tra i quali spiccano Simone Simons degli Epica (protagonista di un duetto azzeccatissimo con Scheepers sulle note di Everytime is Rain) e il chitarrista svedese Magnus Karlsson, che fa qui la sua prima comparsata in quella che un giorno diventerà a tutti gli effetti la sua band.
Il tour di New Religion vede i Primal Fear suonare al Power Prog VIII Festival ad Atlanta e successivamente in Europa con i colleghi U.D.O..

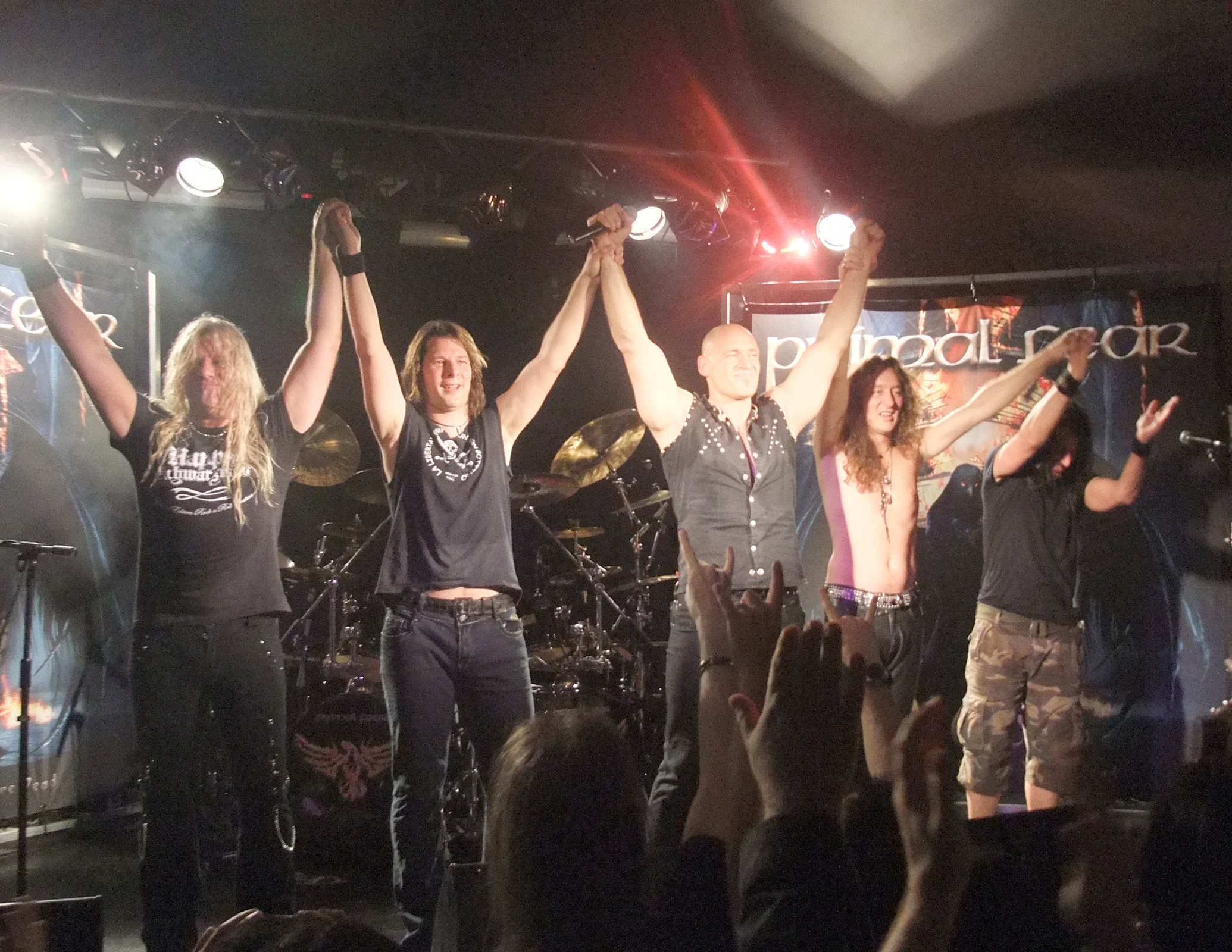
I Primal Fear dopo un concerto del 2009

Nel 2008 è il turno del chitarrista Stefan Leibing lasciare per la prima volta (e in modo definitivo) la band per dedicarsi alla famiglia e al suo nuovo business; gli subentra ufficialmente Magnus Karlsson.
Nello stesso anno i Primal Fear registrano negli House of Music Studios il loro ottavo album 16.6, un prodotto che a loro stessa detta si presenta “notevolmente differente dai precedenti lavori, unendo la componente heavy dei primi dischi ad una maggiore maturità diretta verso nuove sfide musicali e ad un sound più moderno”.
Debuttando l'anno seguente al 46º posto della classifica tedesca, al 52° di quella svedese e al 28° in Giappone, 16.6 è l'album di maggior successo commerciale dei Primal Fear fino a quel momento.
Segue il tour più lungo mai intrapreso dal quintetto tedesco, che li vede portare la loro musica in Sud America, Nord America, Giappone ed Europa, durante il quale viene filmato e immortalato il DVD Live in U.S.A., che verrà pubblicato proprio al termine del tour nel 2010.
Nel 2011 il frontman pubblica Scheepers, il suo primo disco solista; nell'album compaiono anche i colleghi Sinner e Karlsson.

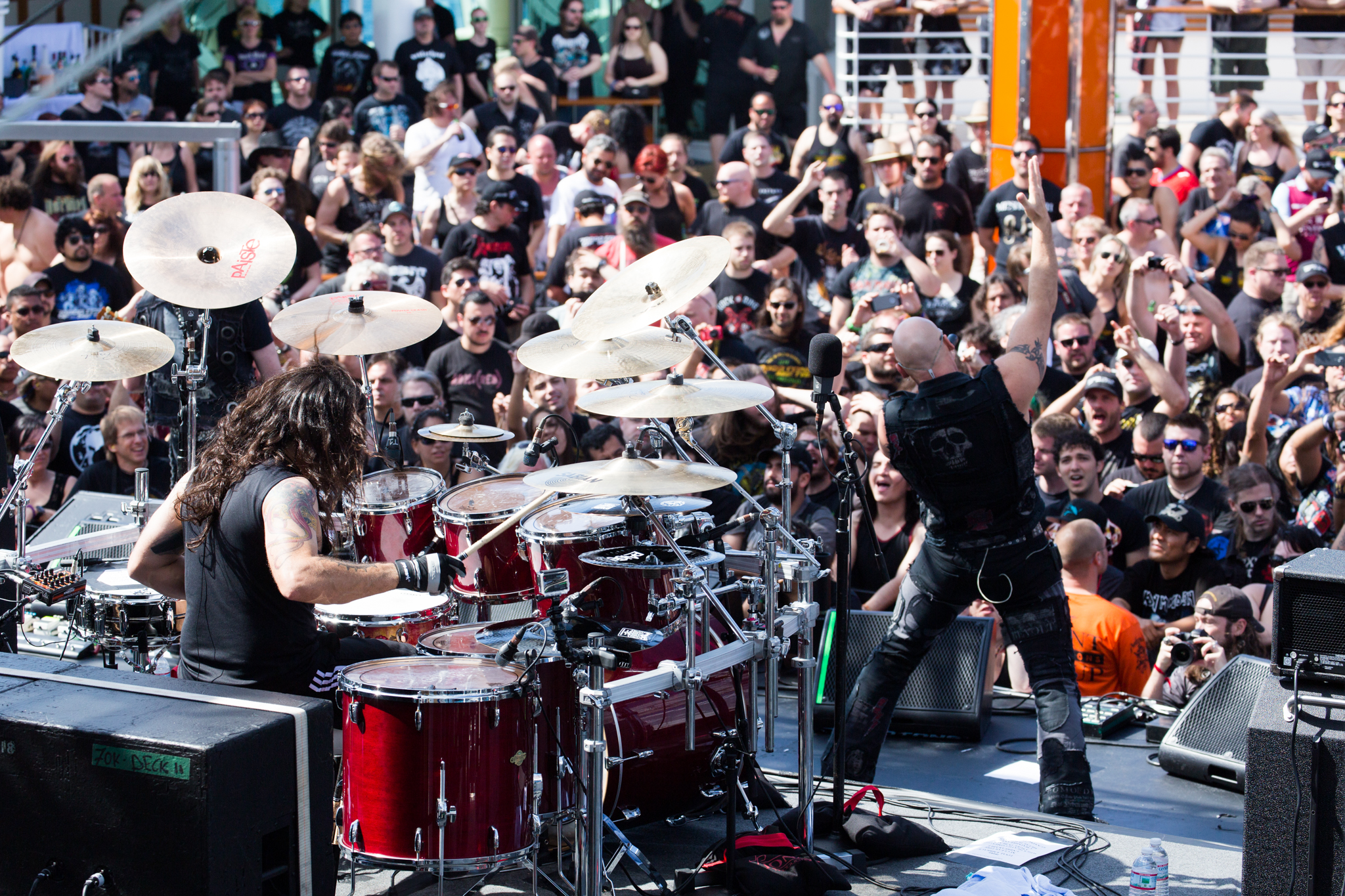
I Primal Fear al 70000 Tons of Metal

Passa un altro anno prima che veda la luce il successore di 16.6, ed è nel 2012 che viene pubblicato il nono album dei Primal Fear: Unbreakable. Per la prima volta il chitarrista Alex Beyrondt (già all'attivo in molti tour della band) partecipa alle registrazioni del disco sostituendo Wolter che abbandona in modo definitivo il gruppo.
Il seguente tour viene battezzato Metal Nation e porta la band attraverso Italia, Germania, Brasile, Cile, Argentina, Bolivia e molti altri stati, protraendosi nel 2013.

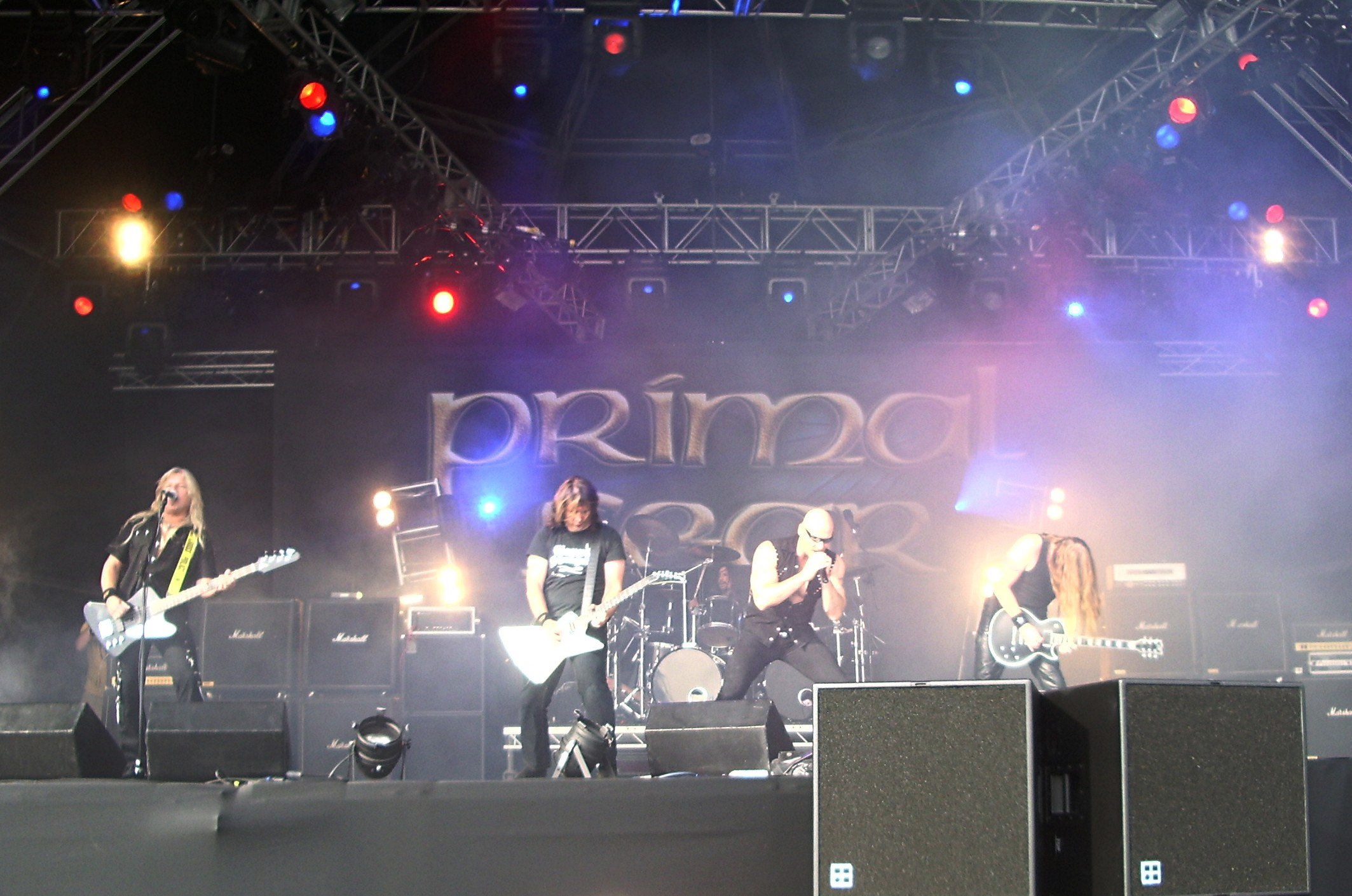
I Primal Fear al Bloodstock Open Air 2008

### Un nuovo batterista e i tre chitarristi (2014–2024)
Nel gennaio 2014 esce il 10º album Delivering the Black. Nel settembre stesso, il batterista Randy Black abbandona la band dopo un decennio per divergenze personali con il frontman Ralf Scheepers e verrà sostituito da Aquiles Priester (ex-Angra) che siederà dietro le pelli fino a giugno 2015; nonostante infatti le premesse per un sodalizio fortissimo, i Primal Fear cambiano nuovamente batterista, questa volta è il turno dell'italiano Francesco Jovino.
Non finiscono qui però le sorprese, con il rientro di Tom Naumann alla chitarra nello stesso periodo, la band si ripresenta al pubblico nel videoclip The End is Near con una formazione a tre chitarre (Naumann,  Karlsson e Beyrodt) di Maideniana memoria.
È proprio questo singolo che fa da apripista al nuovo disco Rulebreaker, in uscita a fine gennaio 2016 seguito dal Ruling Europe Tour 2016.
Nel 2017 la band dà alle stampe il secondo disco dal vivo Angels of Mercy - Live in Germany, in doppia versione audio e video e, sempre nello stesso anno, esce la raccolta Best of Fear che contiene anche 4 brani inediti.
Il 10 agosto 2018 esce Apocalypse, il dodicesimo studio album della band, seguito il 24 Luglio 2020 dal successivo Metal Commando, quest'ultimo vede l'esordio alla batteria di Michael Ehré, che subentra a Jovino.
Il 9 aprile 2021 esce l'EP I Will Be Gone; la title track è una versione ricantata del brano, già presente nell'ultimo disco, Metal Commando, qui impreziosito dal duetto con la celebre Tarja Turunen (ex-Nightwish) che compare anche nell'omonimo videoclip di lancio. Nell'EP trovano spazio inoltre 4 inediti composti per l'occasione.
Il 1º settembre 2023 esce il quattordicesimo disco della band tedesca, Code Red, anticipato dai 3 singoli estivi: Another Hero, Deep in the Night e Cancel Colture.
Il gruppo parte immediatamente per un tour in Sud America, a cui seguirà un tour invernale nei primi mesi del 2024 in Giappone; al tour non partecipa il "mastermind" Mat Sinner, minato da gravi problemi di salute (che hanno causato anche l'annullamento del precedente tour), prende perciò temporaneamente il suo posto dal vivo il bassista Alex Jansen.

### La nuova formazione (2024-presente)
Il 24 agosto 2024 viene annunciato alla stampa il rinnovo della band, con il cambio di ben 4 elementi, decisione che rende a tutti gli effetti Mat Sinner e Ralf Scheepers gli unici membri originali; la decisione è avvenuta senza screzi e di comune accordo.
Vengono sostituiti i chitarristi Alex Beyrodt e Tom Naumann, il batterista Michael Ehré e il turnista Alex Jansen (sostituto pro-tempore di Mat Sinner dal vivo dal 2022).
Nelle successive settimane vengono annunciati i nuovi membri: la chitarrista italo-cubana Thalia Bellazzecca (Angus McSix) affiancherà Magnus Karlsson (già chitarrista della band dal 2008 - ma solo in studio), ai quali si aggiungerà il batterista Andre Hilgers (Rage, Sinner, Axxis).
Con questa formazione è previsto per il 5 settembre 2025 il rilascio del 15° album, "Domination".  

## Formazione

### Formazione attuale
- Ralf Scheepers – voce (1997-presente)
- Magnus Karlsson – chitarra, tastiere (2008-presente)
- Mat Sinner – basso, cori (1997-presente)
- Thalia Bellazzecca – chitarra (2024-presente)
- Andre Hilgers – batteria (2024-presente)

### Ex componenti
- Klaus Sperling – batteria (1997-2003)
- Stefan Leibing – chitarra (1999-2008), tastiere (2003-2005)
- Henny Wolter – chitarra, cori (2000-2003, 2007-2010)
- Randy Black – batteria (2003-2014)
- Aquiles Priester – batteria (2014-2015)
- Francesco Jovino – batteria (2015-2019)
- Alex Beyrodt – chitarra (2011-2024)
- Tom Naumann – chitarra (1997-2000, 2003-2007, 2015-2024)
- Michael Ehré – batteria (2019-2024)

## Discografia

### Album in studio
- 1998 - Primal Fear
- 1999 - Jaws of Death
- 2001 - Nuclear Fire
- 2002 - Black Sun
- 2004 - Devil's Ground
- 2005 - Seven Seals
- 2007 - New Religion
- 2009 - 16.6 (Before the Devil Knows You're Dead)
- 2012 - Unbreakable
- 2014 - Delivering the Black
- 2016 - Rulebreaker
- 2018 - Apocalypse
- 2020 - Metal Commando
- 2023 - Code Red
- 2025 - Domination

### EP
- 2002 - Horrorscope
- 2021 - I Will Be Gone

### Album dal vivo
- 2010 - Live in U.S.A.
- 2017 - Angels of Mercy - Live in Germany

### Raccolte
- 2006 - Metal Is Forever - The Very Best of Primal Fear
- 2017 - Best of Fear

## Videografia
- 2003 - The History of Fear
- 2010 - 16.6 All over the World
- 2017 - Angels of Mercy - Live in Germany